# Dějepisná olympiáda
Dějepisná olympiáda je soutěž z oboru historie. Koná se od počátku 60. let 20. stol. (v r. 2021 50. ročník). V současné podobě je vyhlašována ve dvou věkových kategoriích - I. kategorie je určená dětem ve věku cca 14 let (žákům 8. a 9. tříd ZŠ a odpovídajících ročníků víceletých gymnázií), II. kategorie je určená pro studenty středních škol. Jejím garantem byl nejprve Národní institut dětí mládeže MŠMT, od 1. 1. 2014 pak její pořádání garantoval Národní institut pro další vzdělávání, s nímž byl NIDM sloučen. Od ročníku 2022/2023 se ujala jejího pořadatelství Filosofická fakulta Univerzity Hradec Králové. 

## Organizace soutěže
Dějepisná olympiáda probíhá ve čtyřech postupových kolech: školním, okresním, krajském a celostátním. Žádné z kol neprobíhá formou domácí práce. Doma soutěžící píší pouze písemnou práci, která je podmínkou účasti v celostátním kole. Zadání všech soutěžních kol vytváří Ústřední komise dějepisné olympiády, která spolu se zástupci pořadatele také organizuje celostátní kolo. Ústřední komise se skládá především z učitelů základních a středních škol.

## Celostátní kolo
Celostátní kolo trvá 4-5 dní a koná se každý rok v některém z měst České republiky. Spojuje soutěž samotnou (prezentace a obhajoba písemné práce, vyplňování testu, hledání odpovědí na otázky na historických památkách v terénu...) s exkurzemi, výlety a návštěvami historicky zajímavých míst. Celostátního kola se pravidelně účastní okolo 30 nejúspěšnějších žáků z celé republiky v každé z kategorií. 

## Témata
Každý ročník Dějepisné olympiády má specifické sjednocující téma. 
V minulosti to byla například témata:
- Doba hradů a zámků v Čechách a na Moravě
- Zločin a trest v českých dějinách
- Zeměpisné objevy a jejich důsledky
- Věda a technika v průběhu staletí
- Od pěstního klínu ke Zlaté bule sicilské
- Od šamana k penicilinu (2010/2011)
- V bohatství i chudobě aneb Osobnosti k nezaplacení (2011/2012)
- Od pohanských zvyků ke křesťanským tradicím (2012/2013)
- Město v proměnách času (2013/2014)
- Pot, slzy a naděje aneb Život je boj (2014/2015)
- Po stopách Lucemburků aneb Za císařskou korunou (2015/2016)
- Marie Terezie – žena, matka, panovnice, aneb Habsburkové 18. stol. (2016/2017)
- To byla první republika aneb Československo v letech 1918 - 1938 (2017-2018)
- Za poznáním, za obchodem i za prací aneb Cesty jako tepny civilizace (2018/2019)
- Dlouhé století se loučí (1880-1920)- (2019/2020)
- Labyrintem barokního světa (1556 – 1781)- (2020/2021)
- Šlechta v proměnách času (2021-2022)
- Rozdělený svět a Československo v něm - 1945-1992 (2022-2023)
- Každodenní život a kulturní kořeny českých zemí (Čechy, Morava, Slezsko). Od Cyrila a Metoděje po Jana Husa. (2023-2024)
- Ve středu zájmu člověk aneb Péče o duši a tělo od osvícenství po španělskou chřipku (1740-1920). (2024-2025)